# Falskspilleren
Falskspilleren er en amerikansk stumfilm fra 1917 af William S. Hart.

## Medvirkende
- William S. Hart som Jefferson Leigh.
- Mildred Harris som Alice Leigh.
- Edwin Wallock som Black Jack.
- Sylvia Breamer som Rose Larkin.
- Charles O. Rush som Ace Hutton.